# Крейтнер, Густав
Густав Риттер фон Крейтнер (нем. Gustav Ritter von Kreitner; 2 августа 1847, Одрау, Австрийская империя (ныне Одры района Нови-Йичин, Моравскосилезский край Чехии — 20 ноября 1893, Иокогама, Япония) — австрийский географ, картограф, дипломат. Путешественник.

## Биография

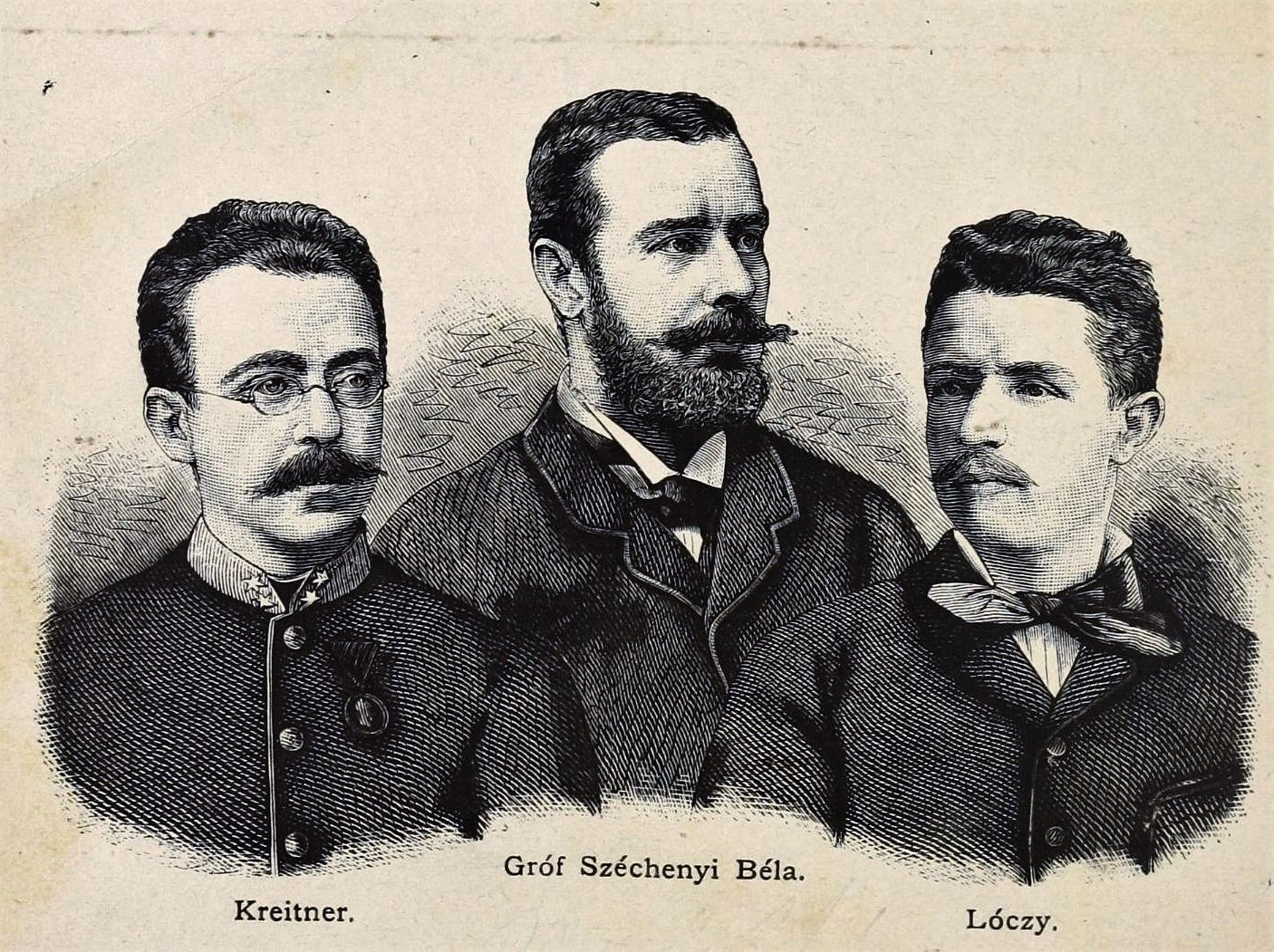
Густав Крейтнер, граф Бела Сеченьи и Лайош Лоци. Иллюстрации книги «Восточное путешествие графа Бела Сеченьи в Индию, Японию, Китай, Тибет и Бирму» / Будапешт, Ревай, 1882

Сын пивовара. С 1866 года — на австрийской военной службе. В 1872 году успешно сдал экзамены и стал офицером, в чине лейтенанта направлен на службу в военно-географическое подразделение армии Австрийской империи, в течение пяти лет был военным топографом.
С 1877 по 1880 год Крейтнер в качестве картографа и географа вместе с графом Белой Сеченьи и геологом Лайошем Лоци путешествовал по Китаю и Юго-Восточной Азии, побывал в Индии, Японии, на островах Ява и Борнео. Затем путешественники направились в Таиланд, однако тибетцы не пропустили их через свою страну, но всё же им удалось добраться до пункта назначения. Путешествие длилось два с половиной года и закончилось в Янгоне . С большими трудностями экспедиция пересекла огромные участки неизведанной земли. Из Бомбея они проследовали через Индию в Гималаи, из Шанхая через Китай в пустыню Гоби. Результаты топографических записей и новых этнологических находок был огромен. Крейтнер описал это путешествие в 1881 году в изданной в Вене книге «Im fernen Osten» («На Дальнем Востоке»).
Вернувшись домой, исследователь за свои достижения получил высокие награды и пожалован императором Францем Иосифом I рыцарским достоинством. В 1886 году был избран членом Леопольдины.
Учитывая глубокие знания Восточной Азии и знание азиатских языков, в 1884 г. ему было поручено исполнять функции консула в Иокогаме. После восьми лет дипломатической работы, во время которой Крейтнер добился больших успехов в установлении и развитии торговых отношений между Австро-Венгрией и Дальним Востоком, он был назначен Генеральным консулом.
Но через год, 20 ноября 1893 года, Крейтнер скончался от инсульта. С воинскими почестями и при участии высокопоставленных лиц почти всех европейских государств и многих зарубежных стран Густав Риттер фон Крейтнер был похоронен на кладбище Иокогамы.